# 克拉維霍戰役

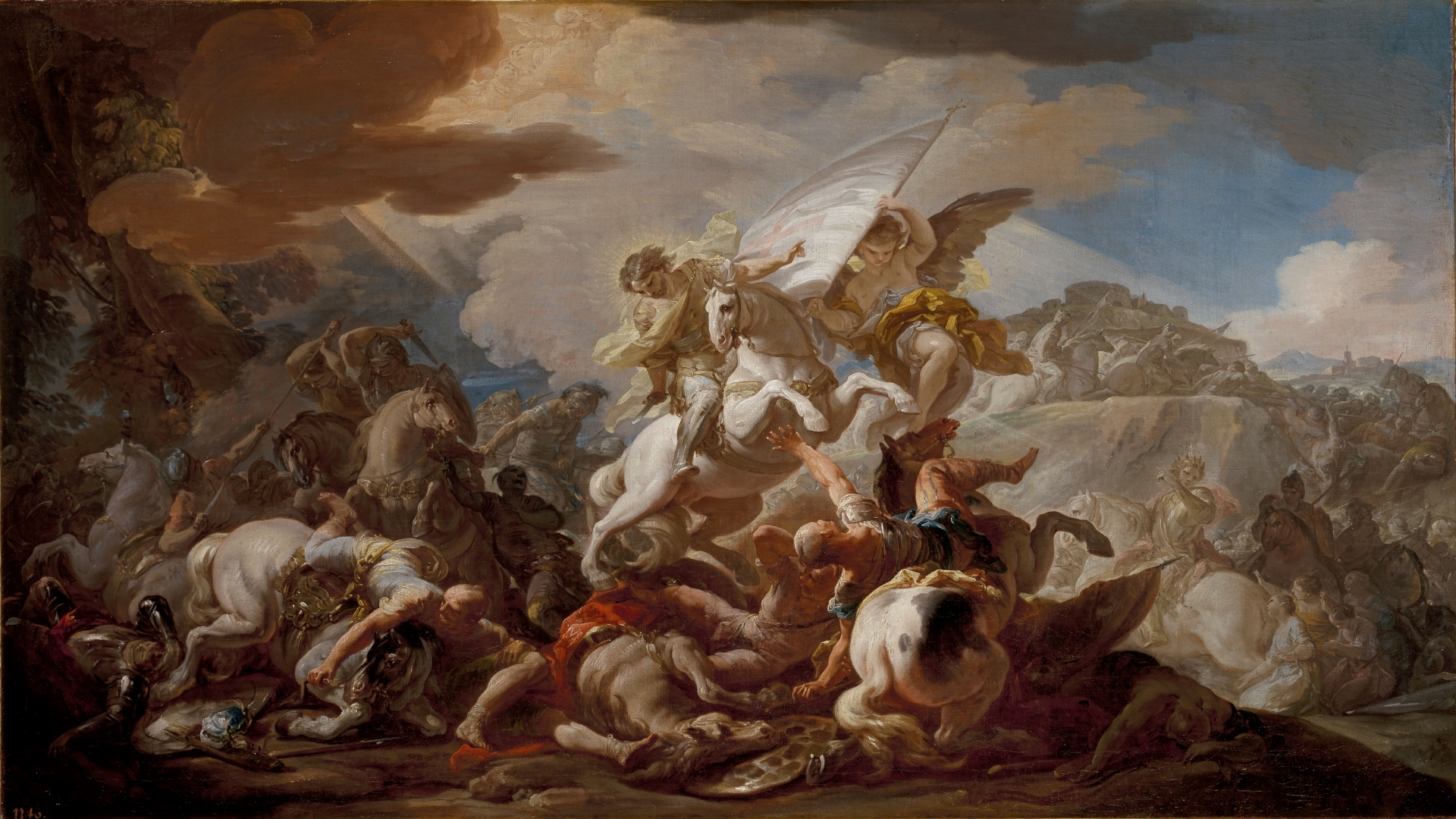
科拉多·加昆托的畫作：〈克拉維霍戰役〉

克拉維霍戰役（西班牙語：Batalla de Clavijo）是一場從未發生的虛構戰役，但數個世紀以來皆被人們採信，並且成為一個關於基督徒驅逐穆斯林的知名西班牙傳說議題。 數世紀後杜撰的資料描述這場戰役發生於克拉维霍附近，交戰雙方分別是阿斯圖里亞斯的拉米羅一世帶領的西班牙基督徒，以及哥多華埃米爾領導的穆斯林。傳說提到，聖雅各·馬塔莫羅斯，也就是西班牙人所稱的「聖地亞哥·馬塔莫羅斯」（摩爾人剋星），突然現身並且幫助大大處於下風的基督徒軍隊來取得勝利。克勞迪歐·桑切斯-亞博諾斯於1948年考證出，歷史上蒙特拉圖塞戰役（859年）的面貌，也被參雜進這個傳說之中， 這場戰役原先記載發生於834年，現代改技於844年以符合它矛盾的記錄。有時更會說是發生於5月23日。
這個傳說首次出現於記載時間300多年之後的一份偽造文件上。據該份文件寫道，拉米羅交出一部份來自全西班牙基督徒積欠他的歲入給聖地牙哥康波斯特拉主教座堂當作補助金，同樣發生於12世紀中葉。儘管聖雅各朝拜儀式的歷史充斥著偽造的成分， 但仍是最重要的西班牙國家認同意識象徵的元素之一。

## 圖集
聖雅各在克拉維霍的顯靈已成為一個重要的藝術創作主題。有數位藝術家都曾描繪他，他們是安涅羅·法孔內、保羅·達聖李奧卡迪歐、艾瓦里斯托·穆尼歐斯、馬特歐·佩雷斯·德亞雷奇歐、馬丁·雄高爾、科拉多·加昆托以及安東尼歐·岡薩雷斯·魯伊斯

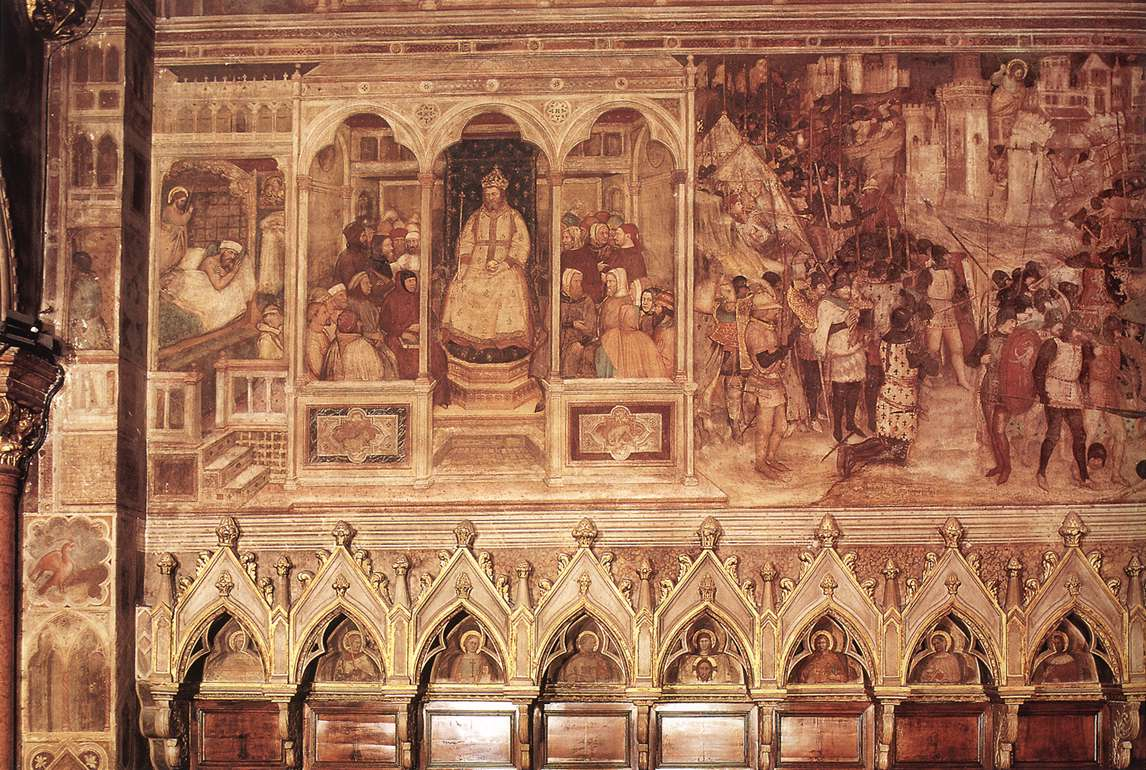
聖雅各的生平的片段，包含了克拉維霍戰役
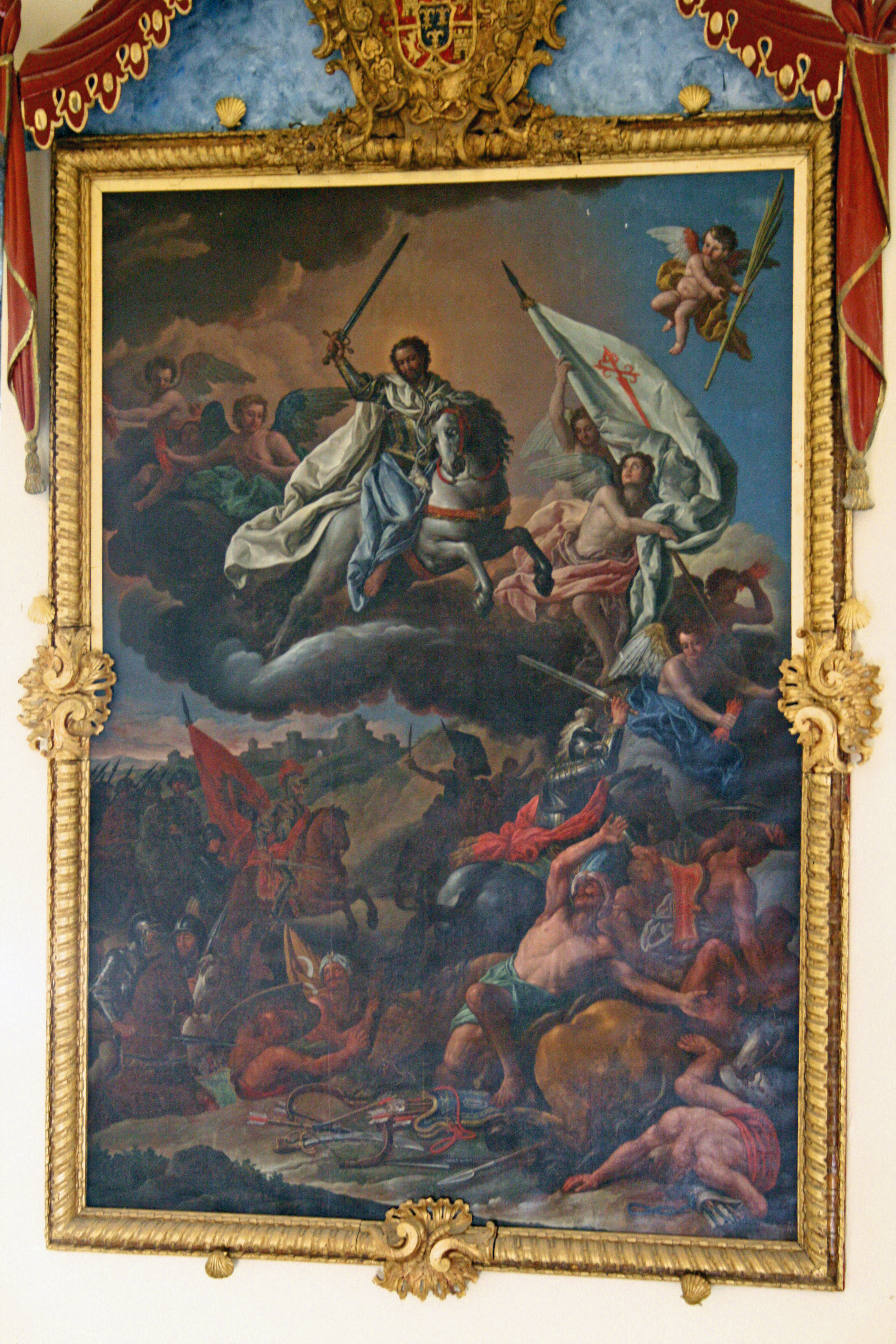
聖雅各在克拉維霍的顯靈，作者安東尼歐·岡薩雷斯·魯伊斯